# Седьмой выпуск стандартных марок СССР

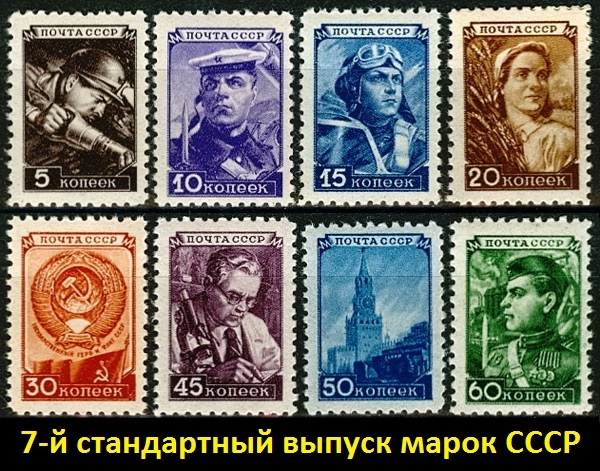
Марки седьмого стандартного выпуска СССР

Почто́вые ма́рки седьмо́й станда́ртной се́рии СССР (1948—1954)  (ЦФА [АО «Марка»] № 1247—1255) поступали в обращение с мая 1948 по сентябрь 1954 года.
Седьмой стандартный выпуск стал первым послевоенным. Он появился в мае 1948 и издавался до сентября 1954 года. Серия состояла из марок восьми номиналов. На миниатюрах художник Василий Завьялов изобразил: шахтёра (5 копеек), моряка (10 копеек), лётчика (15 копеек), колхозницу (20 копеек), Герб и флаг СССР (30 копеек), учёного (45 копеек), Спасскую башню Московского кремля (50 копеек) и солдата-пехотинца (60 копеек). Впервые стандартная серия была отпечатана способом глубокой печати.
Порядок следования элементов в таблице соответствует номеру по каталогу марок СССР (ЦФА), в скобках приведены номера по каталогу «Михель».
| № по каталогу                        | Изображение | Описание и источники               | Номинал, руб. | Дата выпуска     | Тираж    | Художник         |
| ------------------------------------ | ----------- | ---------------------------------- | ------------- | ---------------- | -------- | ---------------- |
| (ЦФА [АО «Марка»] № 1247) (Mi #1203) |             | Шахтёр.                            | 0,05          | 15 мая 1948 года | массовый | Василий Завьялов |
| (ЦФА [АО «Марка»] № 1248) (Mi #1204) |             | Моряк.                             | 0,10          | 15 мая 1948 года | массовый | Василий Завьялов |
| (ЦФА [АО «Марка»] № 1249) (Mi #1205) |             | Лётчик.                            | 0,15          | 15 мая 1948 года | массовый | Василий Завьялов |
| (ЦФА [АО «Марка»] № 1250) (Mi #1206) |             | Колхозница.                        | 0,20          | 15 мая 1948 года | массовый | Василий Завьялов |
| (ЦФА [АО «Марка»] № 1251) (Mi #1207) |             | Герб и флаг СССР.                  | 0,30          | 15 мая 1948 года | массовый | Василий Завьялов |
| (ЦФА [АО «Марка»] № 1252) (Mi #1209) |             | Учёный у микроскопа.               | 0,45          | 15 мая 1948 года | массовый | Василий Завьялов |
| (ЦФА [АО «Марка»] № 1253) (Mi #1210) |             | Спасская башня Московского Кремля. | 0,50          | 15 мая 1948 года | массовый | Василий Завьялов |
| (ЦФА [АО «Марка»] № 1254) (Mi #1211) |             | Солдат-пехотинец.                  | 0,60          | 15 мая 1948 года | массовый | Василий Завьялов |

## Дополнительный стандартный выпуск «Кремль» (1941—1954)
В сентябре 1948 года серия была дополнена маркой  (ЦФА [АО «Марка»] № 1255) номиналом в 1 рубль, миниатюра которой «Спасская башня Московского кремля» повторяла рисунок марки  (ЦФА [АО «Марка»] № 806) стандартного выпуска «Кремль» и была отпечатана офсетным способом. Известны четыре разных размера рисунка этой миниатюры. В каталоге Соловьёва отмечена как дополнительный стандартный выпуск. Среди прочего, марка  (ЦФА [АО «Марка»] № 1255) была переиздана в малом формате (художник В. Завьялов). В отличие от марок выпуска 1941 года она отпечатана способом глубокой печати (как марки седьмого стандартного выпуска), однако отличается качеством бумаги и зубцовкой. Кроме того, марка отличается от почтовых марок восьмой стандартной серии, отпечатанных офсетным способом. Марка была переиздана массовым тиражом в 1953 году  (ЦФА [АО «Марка»] № 1255Б)  (Mi #1245II) на плотной бумаге и с уменьшенным размером рисунка (14,5×21,5 мм), а также в 1954 году на офсетной бумаге (размер рисунка 14,25×21,0 мм) —  (ЦФА [АО «Марка»] № 1255-I).
| № по каталогу                         | Изображение | Описание и источники                                  | Номинал, руб. | Дата выпуска       | Тираж    | Художник         |
| ------------------------------------- | ----------- | ----------------------------------------------------- | ------------- | ------------------ | -------- | ---------------- |
| (ЦФА [АО «Марка»] № 1255) (Mi #1245I) |             | Спасская башня Московского Кремля (рисунок 15×22 мм). | 1,00          | сентябрь 1948 года | массовый | Василий Завьялов |

## Фальсификации
В справочнике по экспертизе Советских почтовых марок (автор — Вовин Я. М.) описание основных фальсификатов седьмого выпуска стандартных марок СССР не упоминается.
28 апреля 1949 года выпущена марка «Спасская башня Московского Кремля»  (ЦФА [АО «Марка»] № 1384) восьмого стандартного выпуска (художник — Василий Завьялов), размер рисунка 15×22 мм, отпечатанная офсетным способом и перфорированная комбинированной гребенчатой зубцовкой 12:12½ (на каждые 2 сантиметра края марки приходится 12:12½ зубцов). Миниатюра повторяла марку  (ЦФА [АО «Марка»] № 1253) седьмого стандартного выпуска того же цвета и номинала, отпечатанную способом глубокой печати, перфорированную линейной зубцовкой 12½.
| № по каталогу                          | Изображение | Фрагмент | Описание и источники                                                       | Дата выпуска        | Тираж    | Художник         |
| -------------------------------------- | ----------- | -------- | -------------------------------------------------------------------------- | ------------------- | -------- | ---------------- |
| (ЦФА [АО «Марка»] № 1253) (Mi #1210)   |             |          | Спасская башня Кремля (седьмой выпуск стандартных марок СССР).             | 15 мая 1948 года    | массовый | Василий Завьялов |
| (ЦФА [АО «Марка»] № 1384) (Mi #1334-I) |             |          | Спасская башня Московского Кремля (Восьмой выпуск стандартных марок СССР). | 28 апреля 1949 года | массовый | Василий Завьялов |

## Комментарии
1. ↑  Ниже приведён перечень стандартных марок (с возможностью сортировки по номиналу, тиражу и дате введения в обращение).
2. ↑  Шахтёр, чёрная. Глубокая печать на бумаге без водяного знака, перфорирована: линейная зубцовка 12½ (на каждые 2 сантиметра края марки приходится 12½ зубцов). В марочных листах по 200 (20×10) экземпляров[4][5][6].
3. ↑  Моряк, фиолетовая. Глубокая печать на бумаге без водяного знака, перфорирована: линейная зубцовка 12½ (на каждые 2 сантиметра края марки приходится 12½ зубцов). В марочных листах по 200 (20×10) экземпляров[4][5][6].
4. ↑  Лётчик, голубая. Глубокая печать на бумаге без водяного знака, перфорирована: линейная зубцовка 12½ (на каждые 2 сантиметра края марки приходится 12½ зубцов). В марочных листах по 200 (20×10) экземпляров[4][5][6].
5. ↑  Колхозница, коричневая. Глубокая печать на бумаге без водяного знака, перфорирована: линейная зубцовка 12½ (на каждые 2 сантиметра края марки приходится 12½ зубцов). В марочных листах по 200 (20×10) экземпляров[4][5][6].
6. ↑  Герб и флаг СССР, кирпично-красная. Глубокая печать на бумаге без водяного знака, перфорирована: линейная зубцовка 12½ (на каждые 2 сантиметра края марки приходится 12½ зубцов). В марочных листах по 200 (20×10) экземпляров[4][5][6].
7. ↑  Учёный у микроскопа, лиловая. Глубокая печать на бумаге без водяного знака, перфорирована: линейная зубцовка 12½ (на каждые 2 сантиметра края марки приходится 12½ зубцов). В марочных листах по 200 (20×10) экземпляров[4][5][6].
8. 1 2  Спасская башня Московского Кремля, голубая. Глубокая печать на бумаге без водяного знака, перфорирована: линейная зубцовка 12½ (на каждые 2 сантиметра края марки приходится 12½ зубцов). В марочных листах по 200 (20×10) экземпляров[4][5][6].
9. ↑  Солдат-пехотинец, зелёная. Глубокая печать на бумаге без водяного знака, перфорирована: линейная зубцовка 12½ (на каждые 2 сантиметра края марки приходится 12½ зубцов). В марочных листах по 200 (20×10) экземпляров[4][5][6].
10. ↑  Спасская башня Московского Кремля, кирпично-красная (размер рисунка 15×22 мм). Глубокая печать на бумаге без водяного знака, перфорирована: комбинированная гребенчатая зубцовка 12:12½ (на каждые 2 сантиметра края марки приходится 12:12½ зубцов). Разновидности:  (ЦФА [АО «Марка»] № 1255А) на тонкой бумаге и  (ЦФА [АО «Марка»] № 1255а) — красно-карминовая. В марочных листах по 100 (10×10) экземпляров[4][5][10].
11. ↑  Точная дата начала эмиссии не указана в каталогах[5][10].
12. ↑  Спасская башня Кремля, голубая, большой размер рисунка (15×22 мм). Штриховой офсет на простой бумаге, перфорирована: комбинированная гребенчатая зубцовка 12:12½ (на каждые 2 сантиметра края марки приходится 12:12½ зубцов). В марочных листах по 100 (10×10) экземпляров[14][15][16].